# Michael Begasse

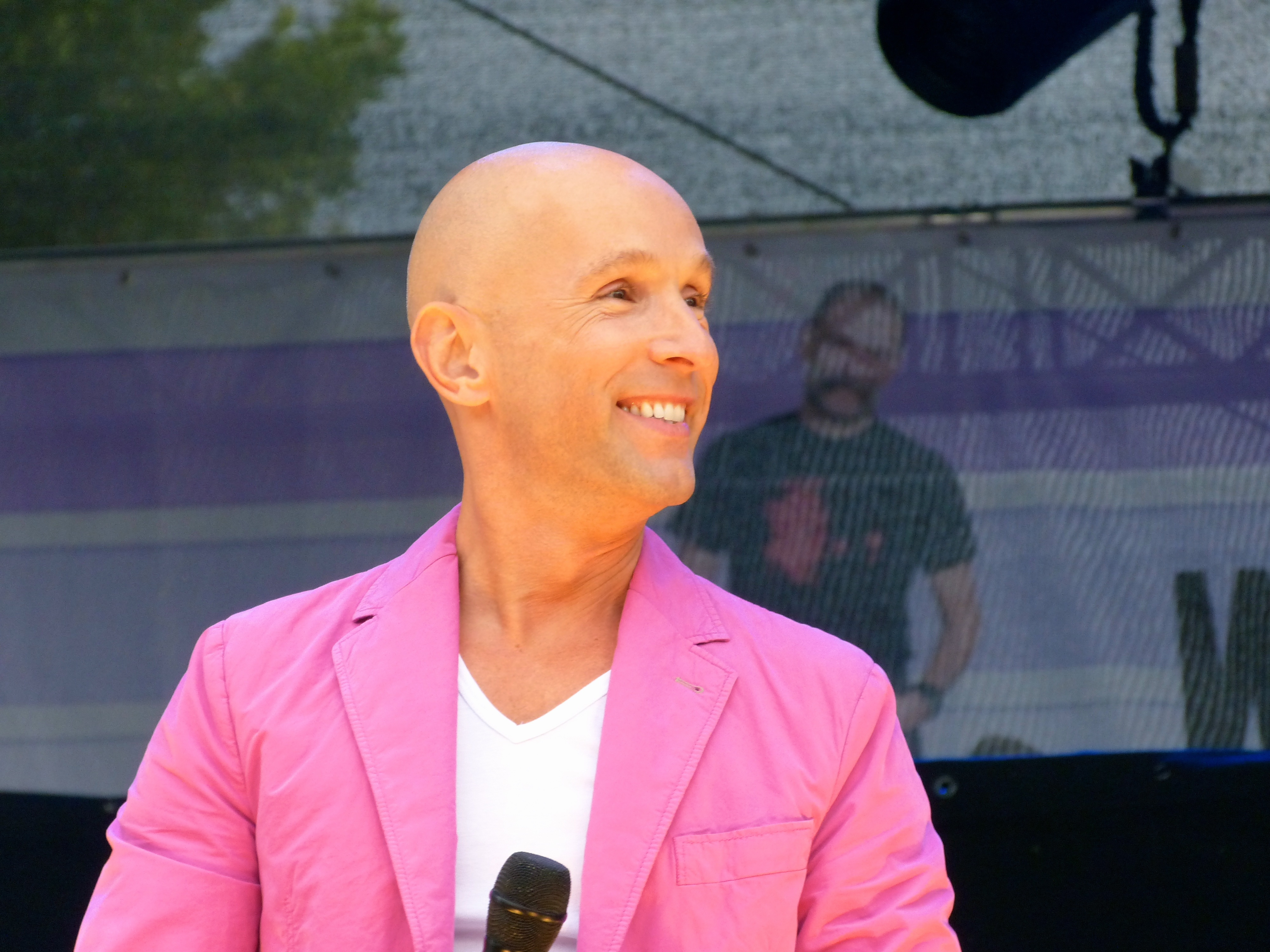
Michael Begasse während eines Auftritts beim CSD Köln 2012

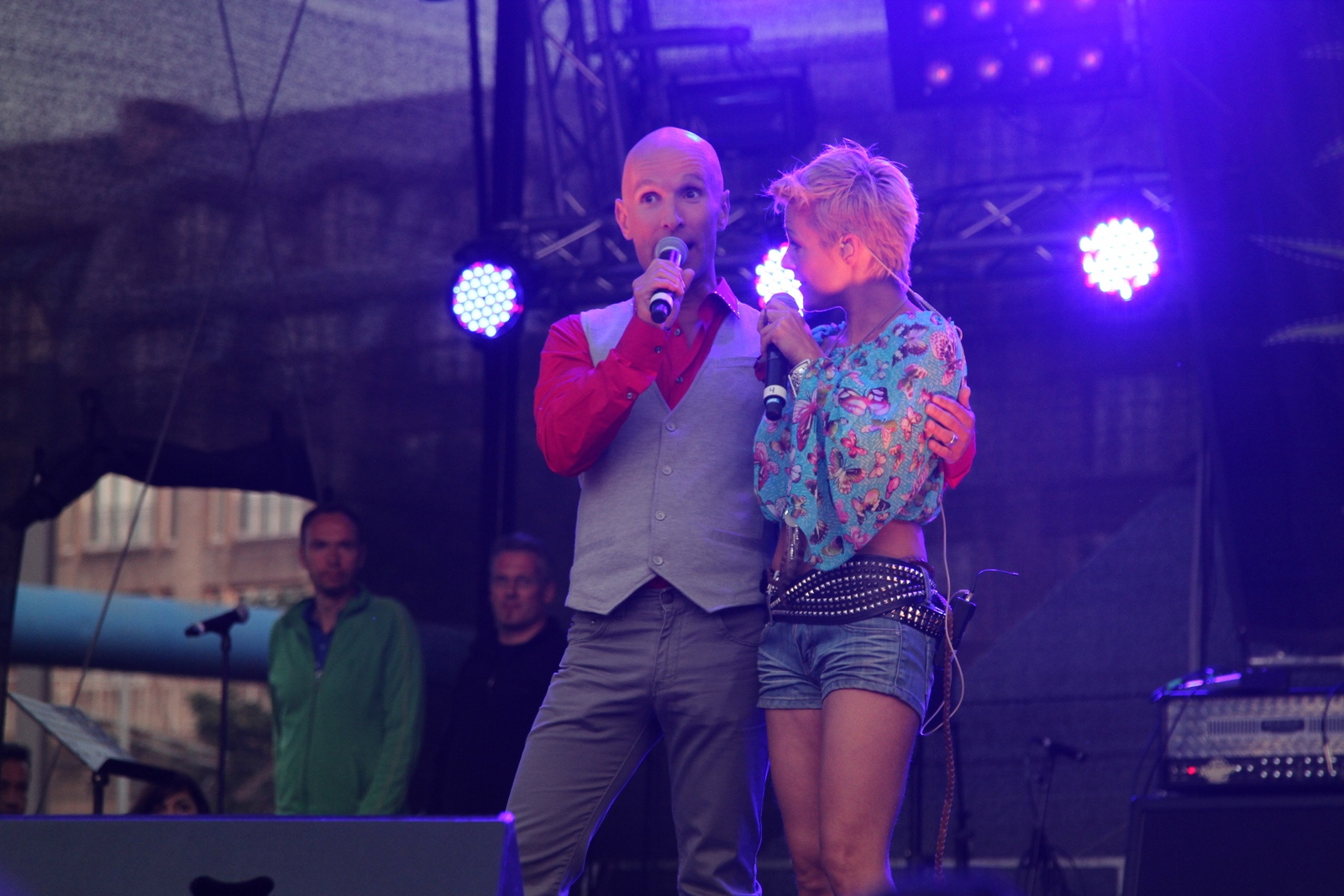
Michael Begasse mit Michelle im Juli 2011

Michael Begasse (* 10. April 1966 in Trier) ist ein deutscher Journalist, Moderator und Sprecher.

## Leben
Michael Begasse studierte nach einer Ausbildung zum Bankkaufmann bei der Sparkasse Trier Diplom-Journalistik und Politikwissenschaften/Soziologie M.A. an der Katholischen Universität Eichstätt-Ingolstadt.
Während des Studiums arbeitete er als Journalist und Moderator beim rheinland-pfälzischen Sender Radio RPR, beim Lokalsender Radio IN in Ingolstadt sowie beim Frühstücksfernsehen von RTL Television Guten Morgen Deutschland in Luxemburg und später in Berlin.
Nach seinem Studium wechselte er 1994 fest zu RTL Television nach Berlin und später nach Köln. Dort arbeitete er als Redakteur und Reporter, später als Leitender Redakteur, Autor und Chef vom Dienst in den Redaktionen Punkt 6, Punkt 12 und Life! sowie in den Ressorts Factual Entertainment und Primetime. Dort gestaltete er im Bereich Infotainment viele Jahre Sendungen wie Die 10 … oder Die 25 … mit Sonja Zietlow. Aktuell arbeitet Begasse festangestellt im Ressort VIP als exklusiver Adelsexperte für die gesamte Mediengruppe RTL Deutschland.
Zudem produzierte und produziert Begasse Auftragsproduktionen für die Sender VOX (DSDS – Das Magazin und Prominent!) und Super RTL (DSDS – Das Magazin und Sternchen, Stars und Stories). Beim Nachrichtensender n-tv, bei VOX und RTL Television kommentiert Begasse als Adels- und Society-Experte und Reporter vor Ort regelmäßig Großereignisse. 2011 moderierte er zum Beispiel zusammen mit Katja Burkard (RTL Punkt 12) und Frauke Ludowig (RTL Exclusiv) die RTL-Sondersendung zur Hochzeit von Prinz William und Kate Middleton und im Mai 2018 zur Hochzeit von Prinz Harry und Meghan Markle auf Schloss Windsor. Zusammen mit Frauke Ludowig und Guido Maria Kretschmer kommentierte und begleitete er royale Weltereignisse, wie etwa das 70. Thronjubiläum und die Beisetzung von Elisabeth II. 2022, oder die feierliche Krönung von König Charles III. im Mai 2023.
In der RTL-Sendung Punkt 6, Punkt 7 und Punkt 8 (ehemals Guten Morgen Deutschland) hat er seit 2009 die regelmäßige Rubrik „Royal Talk“, in der Begasse aktuelle Ereignisse aus den Königshäusern dieser Welt analysiert und kommentiert. Seit der Verlängerung des RTL-Mittagsmagazins Punkt 12 mit Roberta Bieling und Katja Burkard läuft diese Rubrik live jeden Mittwoch und bei aktueller Lage auch dort.
Seit 2001 arbeitete Begasse zudem für den öffentlich-rechtlichen Radiosender WDR 4. Nach der Sonntagsmelodie übernahm er 2002 die Moderationen der WDR4 Hörerhitparade Top 13, später Top 17 (im Wechsel mit Andreas Ryll bis Juni 2013) und der Sendung Rhythmus der Nacht (im Wechsel mit Silke Liniewski, Dominik Freiberger und Bernd Brüggemann). Diese wurde seit 2003 deutschlandweit im ARD-Nachtexpress (seit 4. Oktober 2011 ARD-Hitnacht) ausgestrahlt. Am 11. Juni 2017 stieg er auf eigenen Wunsch aus der Sendung aus.
Begasse konzipierte und entwickelte zudem die Sendung WDR4 Schlager-Boulevard (später Promi-Boulevard) für die er bis 2009 als alleiniger Autor verantwortlich war. Seit März 2011 lief sein WDR4 Promi-Boulevard am Freitag in der Sendung WDR4 Feierabend. Seit 2016 läuft die Rubrik mehrmals täglich im Tagesprogramm. Hier liefert Begasse als Autor Meldungen und Informationen.
Seit 2011 hält er als Lektor Vorträge als Adelsexperte für Hapag Lloyd Cruises auf den Luxus-Kreuzfahrtschiffen MS Europa und MS Europa 2. Zudem veranstaltet Begasse mehrmals im Jahr und zu aktuellen Ereignissen Royal Teatimes und Royal Dinner in Luxushotels wie dem Hotel Atlantic Kempinski in Hamburg, dem Steigenberger Parkhotel in Düsseldorf, dem Brenners Park-Hotel & Spa in Baden-Baden oder dem Excelsior Hotel Ernst in Köln. Zudem organisiert und moderiert er deutschlandweit für WORLD of DINNER öffentliche und private Dinnershows. Seit 2020 ist Begasse auch exklusiv als Adelsexperte für Royale Themenreisen auf allen Schiffen der A-Rosa-Flotte gebucht.
Für verschiedene Auftraggeber und Agenturen macht er regelmäßig Bühnenveranstaltungen, Präsentationen, Diskussionen und Events und arbeitet als Sprecher für Trailer- und Werbeproduktionen. Zudem schreibt Begasse (unter Pseudonym) Musiktexte in deutscher und englischer Sprache, entwickelt Radio- und Fernsehkonzepte, macht Medien-Coachings und Moderations-Trainings für Privatpersonen und Firmen und war alleiniger Experte beim RTL+ Podcast RTL Royal mit Constanze Rick, der aktuell pausiert.
Im September 2021 erschien mit 111 royale Momente für die Ewigkeit Begasses erstes Buch.
Begasse lebt in Köln.